# Cardio
Cardio – utwór polskiego rapera Palucha, wydany w październiku 2017 roku, pochodzący z albumu Złota Owca.
Nagranie uzyskało certyfikat czterokrotnie platynowej płyty (2021). Utwór zdobył ponad 50 milionów wyświetleń w serwisie YouTube (2023) oraz ponad 11 milionów odsłuchań w serwisie Spotify (2023).
Producentem utworu jest EnZU.

## Twórcy
- Paluch – słowa[1][2]
- EnZU – producent[1]